# Grand Prix Francie 1958
Grand Prix Francie 1958 (oficiálně XLIV Grand Prix de l'ACF) se jela na okruhu Reims-Gueux v Gueux, Marne ve Francii dne 6. července 1958. Závod byl šestým v pořadí v sezóně 1958 šampionátu Formule 1.

## Závod
| Poř.   | No. | Jezdec                         | Konstruktér   | Počet kol | Čas/Odstoupení    | Pořadí na startu | Body |
| ------ | --- | ------------------------------ | ------------- | --------- | ----------------- | ---------------- | ---- |
| 1      | 4   | Mike Hawthorn                  | Ferrari       | 50        | 2:03:21.3         | 1                | 9    |
| 2      | 8   | Stirling Moss                  | Vanwall       | 50        | + 24.6            | 6                | 6    |
| 3      | 6   | Wolfgang von Trips             | Ferrari       | 50        | + 59.7            | 21               | 4    |
| 4      | 34  | Juan Manuel Fangio             | Maserati      | 50        | + 2:30.6          | 8                | 3    |
| 5      | 42  | Peter Collins                  | Ferrari       | 50        | + 5:24.9          | 4                | 2    |
| 6      | 22  | Jack Brabham                   | Cooper-Climax | 49        | + 1 kolo          | 12               |      |
| 7      | 36  | Phil Hill                      | Maserati      | 49        | + 1 kolo          | 13               |      |
| 8      | 38  | Jo Bonnier                     | Maserati      | 48        | + 2 kola          | 16               |      |
| 9      | 32  | Gerino Gerini                  | Maserati      | 47        | + 3 kola          | 15               |      |
| 10     | 30  | Troy Ruttman                   | Maserati      | 45        | + 5 kol           | 18               |      |
| 11     | 20  | Roy Salvadori                  | Cooper-Climax | 37        | + 13 kol          | 14               |      |
| Ret    | 16  | Harry Schell                   | BRM           | 41        | Přehřátí          | 3                |      |
| Ret    | 14  | Jean Behra                     | BRM           | 41        | Palivové čerpadlo | 9                |      |
| Ret    | 12  | Stuart Lewis-Evans Tony Brooks | Vanwall       | 35        | Motor             | 10               |      |
| Ret    | 24  | Graham Hill                    | Lotus-Climax  | 33        | Přehřátí          | 19               |      |
| Ret    | 40  | Paco Godia                     | Maserati      | 28        | Nehoda            | 11               |      |
| Ret    | 18  | Maurice Trintignant            | BRM           | 23        | Palivové čerpadlo | 7                |      |
| Ret    | 10  | Tony Brooks                    | Vanwall       | 16        | Motor             | 5                |      |
| Ret    | 2   | Luigi Musso                    | Ferrari       | 9         | Fatální nehoda    | 2                |      |
| Ret    | 28  | Carroll Shelby                 | Maserati      | 9         | Motor             | 17               |      |
| Ret    | 26  | Cliff Allison                  | Lotus-Climax  | 6         | Motor             | 20               |      |
| Zdroj: |     |                                |               |           |                   |                  |      |

Poznámky
1. ↑  Mike Hawthorn získal jeden bod za zajetí nejrychlejšího kola.

## Průběžné pořadí po závodě
Pohár jezdců
|        | Pořadí | Jezdec              | Body |
| ------ | ------ | ------------------- | ---- |
|        | 1      | Stirling Moss       | 23   |
|        | 2      | Mike Hawthorn       | 23   |
|        | 3      | Luigi Musso         | 12   |
|        | 4      | Harry Schell        | 10   |
|        | 5      | Maurice Trintignant | 8    |
| Zdroj: |        |                     |      |

Pohár konstruktérů
|        | Pořadí | Konstruktér   | Body |
| ------ | ------ | ------------- | ---- |
|        | 1      | Ferrari       | 28   |
| 1      | 2      | Vanwall       | 22   |
| 1      | 3      | Cooper-Climax | 19   |
|        | 4      | BRM           | 10   |
| 1      | 5      | Maserati      | 6    |
| Zdroj: |        |               |      |